# TOP Media
TOP Media (en hangul: 티오피미디어 ), también conocida como T.O.P Media, es una agencia de entretenimiento y de talentos multinacional privada con sede en Seúl, Corea del Sur, fundada en 2005 por Andy Lee, miembro de Shinhwa, y Lee Jae-hong. TOP Media suele trabajar con Kakao Entertainment para la distribución de sus lanzamientos musicales.

## Historia
TOP Media fue fundada bajo el nombre de ND Entertainment (New Dream Entertainment) por el cantante y rapero surcoreano Andy Lee, miembro del grupo Shinhwa, y su antiguo manager en SM Entertainment, Lee Jae-hong, en 2005. En 2009, la compañía debutó con Jumper, un dúo pop masculino que lanzó dos sencillos, «Yes!» y «Dazzling» (눈이부셔). Jumper, sin embargo, se disolvió poco después del lanzamiento de su segundo sencillo.
Un año después debutó Teen Top, seguido del grupo 100% en 2012 y de Up10tion en 2015. Su nuevo grupo masculino, MCND, debutó el 27 de febrero de 2020 con el EP Into the Ice Age. El 9 de octubre de 2021, el grupo 100% se disolvió después de que expiraron los contratos de todos los miembros restantes y abandonaron la empresa.

## Artistas
| - Teen Top (2010-presente) - Up10tion (2015-presente) - MCND (2020-presente) - Andy Lee - Eric Mun - Niel - Lee Jin-hyuk - Kim Woo-seok | - Niel - Changjo - Lee Jin-hyuk - Han Gyu-jin - Kim Woo-seok - Chunji - Ricky - Sunyoul |

## Artistas antiguos
| - Jumper (2009) - 100% (2012-2021) - L.Joe (Teen Top; 2010-2017) - Changbum (100%; 2012-2016) - Minwoo (100%; 2012-2018) | - Jang Hyunwoo |